# Rio Teixeira (Douro)
O rio Teixeira é um pequeno rio que nasce na serra do Marão e é um afluente da margem direita do rio Douro.
No concelho de Mesão Frio e a cerca de 500 metros da sede do concelho existe uma praia fluvial no mesmo rio.